# 15-ös busz (Nyíregyháza)
A nyíregyházi 15-ös autóbusz a Sóstói úti kórház és az Ipari utca között közlekedik. A vonalat a Volánbusz üzemelteti.

## Útvonala
Sóstói úti kórház - Ipari utca:
Sóstói úti kórház - Schmidt Mihály u. - Csaló köz - Jósaváros - Jósavárosi templom - Jósavárosi piac - ÉMKK Zrt. - Pazonyi tér - Nyár utca - Kodály Zoltán Általános Iskola - Bujtos utca - Megyei Bíróság - Szarvas utca 13. - Kígyó utca - Szarvas utca 76. - Móricz Zsigmond utca 4. - Tigáz - Ipartelepi elágazás - Dunapack Rt. - Csemete utca - Lapály utca - Lomb utca - Lujza utca - Ipari utca
Ipari utca - Sóstói úti kórház:
Ipari utca - Lujza utca - Lomb utca - Lapály utca - Csemete utca - Dunapack Rt. - Tigáz - Móricz Zsigmond utca 4. - Szarvas utca 76. - Kígyó utca - Szarvas utca 13. - Luther utca - Bujtos utca - Kodály Zoltán Általános Iskola - Nyár utca - ÉMKK Zrt. - Jósavárosi piac - Jósaváros - Csaló köz - Schmidt Mihály utca - Sóstói úti kórház